# 3. Revisionssenat des Bundesverwaltungsgerichts
Der 3. Revisionssenat ist ein Spruchkörper des Bundesverwaltungsgerichts. Er ist einer von elf Revisionssenaten, die beim Bundesverwaltungsgericht gebildet wurden.

## Zuständigkeit
Der Senat ist im Geschäftsjahr 2024 zuständig für Sachen aus den Gebieten
1. des Allgemeinen Kriegsfolgengesetzes,
2. des Gesundheitsverwaltungsrechts einschließlich des Rechts der Heilberufe, der Gesundheitsfachberufe und des Krankenhausfinanzierungsrechts (einschließlich Festsetzung von Pflegesätzen und der Aufbringung von Finanzierungsmitteln) sowie des Seuchen- und Infektionsschutzrechts,
3. des Heimrechts, soweit nicht dem 4. Revisionssenat zugewiesen,
4. des Rechts der Land- und Forstwirtschaft einschließlich Förderungsmaßnahmen sowie des Tierzucht- und Tierseuchenrechts,
5. des Lebensmittelrechts (einschließlich Futtermittel, kosmetische Mittel und Bedarfsgegenstände), des Rechts der Tabakerzeugnisse und verwandter Erzeugnisse und des Rechts der Ernährungswirtschaft,
6. des Jagd- und Fischereirechts,
7. des Tierschutz- und Pflanzenschutzrechts, soweit nicht das Schwergewicht bei Materien liegt, die einem anderen Senat zugewiesen sind,
8. des Rechts der Verkehrswirtschaft und des Verkehrsrechts, soweit nicht der 7. Revisionssenat oder der 8. Revisionssenat zuständig ist, sowie des Rechts des Betriebs von Wasserstraßen,
9. der Verwaltungshaftung zwischen Bund und Ländern nach Art. 104 a Abs. 5 GG und der Lastentragung nach Art. 104 a Abs. 6 GG einschließlich der hierzu ergangenen Ausführungsgesetze.

## Besetzung
Der Senat ist mit folgenden sechs Berufsrichtern besetzt:
- Vorsitzender: Renate Philipp
- Stellvertretender Vorsitzender: Stefan Liebler
- Beisitzer: Kirsten Kuhlmann, Till Oliver Rothfuß, Stefan Sinner, Yvonne Hellmann

## Vorsitzende
| Nr. | Name (Lebensdaten)              | Beginn der Amtszeit | Ende der Amtszeit  |
| --- | ------------------------------- | ------------------- | ------------------ |
| 1   | Ernst Knoll (1889–1965)         | 13. April 1953      | 31. August 1954    |
| 2   | Fritz Holland (1890–1961)       | 14. August 1955     | 1. November 1958   |
| 3   | Karl Buchholz (1903–1973)       | 30. Januar 1959     | 31. Juli 1970      |
| 4   | Friedrich Sieveking (1907–2002) | 1. August 1970      | 30. September 1975 |
| 5   | Wilhelm Dodenhoff (1920–2022)   | 27. Oktober 1975    | 28. Februar 1987   |
| 6   | Alfred Dickersbach (1931–2023)  | 4. März 1987        | 30. November 1996  |
| 7   | Hans-Joachim Driehaus (* 1940)  | 13. Februar 1997    | 30. September 2005 |
| 8   | Dieter Kley (* 1950)            | 7. November 2005    | 31. Oktober 2015   |
| 9   | Renate Philipp (* 1962)         | 2. März 2016        |                    |